# كانغ تاي أوه
كانغ تاي أوه (الكورية: 강태오) هو ممثل من كوريا الجنوبية، مواليد عام 1994.

## الأعمال

### مسلسلات
| السنة     | العنوان                     | الدور              | ملاحظة                  | مرجع   |
| --------- | --------------------------- | ------------------ | ----------------------- | ------ |
| 2013–2014 | ملكة جمال كوريا             | ابن ما ايري        |                         | [ 5 ]  |
| 2015      | في العشرينيات للمرة الثانية | الشاب وو تشول      |                         |        |
| 2019      | حبي الأول الأول             | تشوي هون           |                         | [ 6 ]  |
| 2021      | الموت في خدمتك              | لي هيون كيو        |                         | [ 7 ]  |
| 2022      | تسعة وثلاثون                | صديق بارك هيون جون | دور الكاميو (الحلقة 11) | [ 8 ]  |
| 2022      | المحامية الغريبة يونغ وو    | لي جون هو          |                         | [ 9 ]  |
| 2025      | مختبر البطاطس               | سو بايك هو         |                         | [ 10 ] |

## روابط خارجية
- كانغ تاي أوه على موقع IMDb (الإنجليزية)
- كانغ تاي أوه على موقع قاعدة بيانات الفيلم (الإنجليزية)
- كانغ تاي أوه على موقع كينوبويسك (الروسية)